# Haus der Statistik
Das Haus der Statistik ist ein Gebäudekomplex im Berliner Ortsteil Mitte in der Otto-Braun-Straße 70–72 (1966–1995: Hans-Beimler-Straße), südlich an die Karl-Marx-Allee angrenzend. Er entstand von 1968 bis 1970 als Sitz der Staatlichen Zentralverwaltung für Statistik der DDR. Nach der deutschen Wiedervereinigung nutzten bundesdeutsche Behörden die Gebäude, seit dem Jahr 2008 stehen sie leer.
Das Bauwerk befand sich bis 2017 im Eigentum der Bundesrepublik Deutschland, die es abreißen lassen und das Areal verkaufen wollte. Doch im Rahmen des Hauptstadtfinanzierungsvertrags konnte der Berliner Senat den Baukomplex erwerben. Gemeinsam mit mehreren anderen Initiativen und Verwaltungen wird eine Grundsanierung erfolgen und eine breite anschließende Nutzung ist vorgesehen.

## Geschichte
Im Zuge der Restrukturierung des Alexanderplatzes nach sozialistischen Idealen wurden vier Hochhausscheiben (neun- und elfgeschossige Gebäude) in Stahlbetonskelettbauweise errichtet. Baubeginn war am 8. März 1968. Die Pläne stammten von dem Architektenkollektiv Manfred Hörner, Peter Senf und Joachim Härter. Nach dem Abschluss der Bauarbeiten 1970 zog wie geplant die Zentralverwaltung für Statistik in das Bauensemble. Im Erdgeschoss wurden zwei Gaststätten (Jagdklause und Mocca-Eck), ein Geschäft für Jagd- und Anglerbedarf (Suhler Jagdhütte) und ein Laden für Produkte aus der UdSSR (Natascha) eingerichtet.

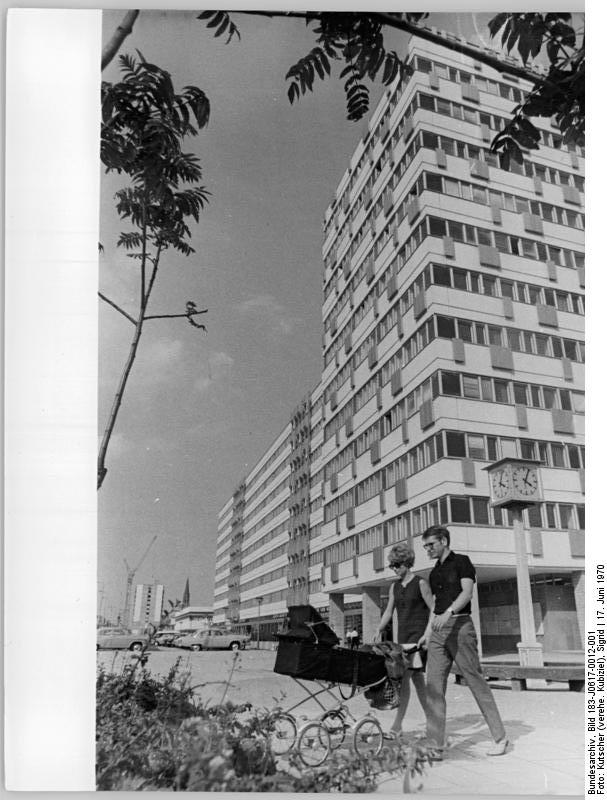
Haus der Statistik, 1970

Nach der deutschen Wiedervereinigung beherbergte das Gebäude die Berliner Außenstelle des Statistischen Bundesamtes und den Berliner Dienstsitz der Bundesbeauftragten für die Stasi-Unterlagen. Beide Behörden zogen bis 2008 aus. Im Gegensatz zu den drei Gebäuden Haus des Lehrers, Haus des Reisens und Haus der Elektroindustrie aus der gleichen Zeit war keine Renovierung geplant.
Nach der im Jahr 2022 aufgenommenen Sanierung begann im März 2025 das Finanzamt Mitte als erster neuer Nutzer die Abschnitte B und C des Gebäudekomplexes zu beziehen. Ende April soll die Behörde ihre Arbeit im Haus der Statistik aufnehmen.

## Kunst am Bau
Die fünfteilige Bauplastik Die Geschichte der Mathematik befand sich vor dem zweigeschossigen Rechenzentrum in der Hans-Beimler-Straße, bis sie 2008 in den Innenhof des Bundesministeriums für Arbeit und Soziales versetzt wurde. Der Pankower Bildhauer Heinz Worner hatte den Auftrag hierfür erhalten und den Bildhauer Karl Hillert und den Architekten Werner Kötteritz, der im Laufe der Planungen durch Worners Künstlerkollege Harry Lüttger ersetzt wurde, hinzugezogen. Vor der Suhler Jagdhütte schmückte eine Vögel-im-Geäst darstellende Stahlplastik von Achim Kühn die Fassade. Im Gebäudeinneren befand sich das Wandgemälde Lob des Kommunismus von Ronald Paris, das 2010 durch das DDR-Museum erworben wurde.
Im Jahr 2020 hat ein unbekannter Street-Art-Künstler am Werkstatt-Pavillon des Statistik-Hauses ein großflächiges Wandbild aufgesprüht. Es stellt Erwin Schrödingers Gedankenexperiment der untoten Katze in einer Kiste dar. Die Katze, in gleitender Bewegung mit schwarz-weißem Fell, ist an der rechten Kopfseite des Wiener Physikers zu sehen, dessen Name in der Mitte des Bildes unten angegeben ist. Links am Bildrand ist ein abstrahierter Atomkern aufgemalt. An der linken Kopfseite sind symbolische Kisten erkennbar und folgendes Zitat: „Wenn Du sie nicht öffnest, wirst Du auch nicht enttäuscht sein.“ Das gesamte Bild ist rund fünf Meter hoch und reicht in der Breite auch über die sechs nebeneinander angeordneten Fenster hinaus, die ausgespart sind. Der Betrachter kann aus der starkfarbigen klaren Darstellung Metaphern ableiten, die sich auf die schleppende Umgestaltung des Gebäudes genauso beziehen wie auch auf die zukünftige Nutzung durch Künstlergruppen. Es ist zumindest ein gelungener Hingucker am Straßenrand, der auch zu Gedankenexperimenten einlädt.

## Perspektive
Nach einem Wettbewerb zur Neugestaltung des Areals, den im Januar 2010 das Berliner Architekturbüro Augustin und Frank gewonnen hatte, sollte das Haus abgerissen werden. Laut Helmut Kästner, dem Projektleiter der zuständigen Senatsverwaltung für die Planungen am Alexanderplatz, war der Abriss mit dem Argument begründet, das Gebäude entspräche „nicht mehr den Anforderungen an ein modernes Bürogebäude.“ Die Planung basierte auf einer intensiven Nutzung des Grundstücks mit mehr als 94.000 m² Geschossfläche. Bis 2014 erfolgte keine Baumaßnahme an dem leerstehenden Gebäude, das abgerissen oder verkauft werden sollte.
Weil seit Mitte der 2010er Jahre Nutzflächen und Wohnraum in Berlin immer knapper werden, brachte die Allianz bedrohter Berliner Atelierhäuser (AbBA) im Jahr 2015 an der Außenfläche des leerstehenden Statistikhauses ein Transparent mit dem Text „Hier entstehen für Berlin Räume für Kunst, Kultur und Soziales“ an und brachte damit den Stein ins Rollen.
In den Verwaltungen wurde zunächst daran gedacht, Flüchtlinge ab 2015 vorübergehend in dem Gebäude unterzubringen. Im Frühjahr 2015 bot die Eigentümerin, die Liegenschaftsverwaltung des Bundes (BImA), dem Land Berlin das Gebäude als Flüchtlingsunterkunft an, was jedoch abgelehnt wurde. Seit Herbst 2015 setzt sich die Initiative Haus der Statistik für die Entwicklung des Areals als Zentrum für Geflüchtete – Soziales – Kunst – Kreative ein. Diesem Vorschlag hatten sich der damalige Bezirksbürgermeister von Mitte, Christian Hanke, und die Bezirksverordnetenversammlung (BVV) von Mitte mit mehrheitlicher Zustimmung aller Fraktionen angeschlossen.
Die angedachte Flüchtlingsunterkunft wurde nicht eingerichtet, sodass die Ideen einer Mischnutzung als „Ort für Verwaltung sowie Kultur, Bildung, Soziales und Wohnen“ übrig blieben.
Das Bezirksamt Mitte, die Senatsverwaltung für Stadtentwicklung und Wohnen, die landeseigenen Gesellschaften Wohnungsbaugesellschaft Berlin-Mitte (WBM) und die Berliner Immobilienmanagement (BIM) sowie die Genossenschaft für Stadtentwicklung ZUsammenKUNFT Berlin schlossen sich 2018 zur Koop5  zusammen, um nach dem Kauf der Immobilie für einen Kaufpreis von 50 Millionen Euro durch Sanierung und Umbaumaßnahmen die großen Häuser einer neuen Nutzung zuzuführen. Auch kleinere Künstlerinitiativen beteiligen sich am Projekt, unter anderem die 50 Künstler aus dem Atelierhaus Post Ost, die bereits 2016 aus ihren Räumen an der Palisadenstraße gedrängt worden waren. Die Flachbauten des Gebäudekomplexes sollen dagegen abgerissen werden, die Fläche neu bebaut. Am 29. Januar 2018 unterschrieben alle Beteiligten eine entsprechende Kooperationsvereinbarung. Darin war vorgesehen, bis August 2018 exakt festzulegen, wie die Nutzungsmischung erfolgen soll, sowohl organisatorisch als auch finanziell, und wer wann was dazu beisteuert.
Das Bezirksamt Mitte benötigt ein neues Rathaus, weil der Mietvertrag für das gegenwärtige Gebäude 2028 ausläuft. Inzwischen gab es bereits mehrfache Verkäufe, die zu einer Verdreifachung der Miete geführt haben. Die WBM hat sich beim Senat verpflichtet, im Bezirk Mitte 4000 neue Wohnungen zu errichten. Der Senat selbst plant die Einrichtung seiner Finanzabteilung im rekonstruierten Haus; alles zusammen soll also ein Ämterzentrum werden. Im Februar 2018 wurde ein neuer Wettbewerb ausgelobt, der eine Umgestaltung der Fassaden vorsieht, gegebenenfalls auch einen Teilabriss, wenn der Bauzustand zu schlecht ist, vor allem die Dämmung betreffend und das Vorfinden von Asbest. Als Zielstellung der Rekonstruktion und Einweihung für die neuen Zwecke wird das Jahr 2024 angegeben, für die Sanierung sind rund 100 Millionen Euro vorgesehen. Anstelle des Flachbaus soll es einen höheren Neubau mit Wohnungen geben.
Im Februar 2019 wurde durch ein eingeladenes Wettbewerbsverfahren der städtebauliche Entwurf für das Quartier Haus der Statistik entschieden: Die finale Entscheidung fiel auf Teleinternetcafe mit Treibhaus Landschaftsarchitektur.
Der Gebäudekomplex soll nach der Sanierung mit einem kalten Nahwärmenetz mit Wärme und Kälte versorgt werden.
Der offizielle Baustart für die Sanierung erfolgte im August 2022.

## Mediales
Im Film Das Leben der Anderen wird das Haus der Statistik im Zusammenhang mit Freitod-Statistiken erwähnt.
Das Haus der Statistik war als offizieller Berliner Beitrag auf der Seoul Architecture and Urbanism Biennale 2019 im Rahmen der Cities Exhibition zu sehen.
Der Film AllesAndersPlatz von Isis Rampf (2020) dokumentiert die Entwicklungen des Modellprojekts Haus der Statistik und hatte Premiere beim Achtung Berlin Filmfestival im September 2021.
Das Projekt Haus der Statistik erhielt den Goldenen Löwen auf der 17. Architekturbiennale (Venedig) im Rahmen der Präsentation von Raumlabor Berlin für den laut Jury „inspirierenden kollaborativen Ansatz, der für Partizipation, Erneuerung und kollektive Verantwortung plädiert“.